# Mathew Baynton
Mathew Baynton, né le 18 novembre 1980 à Southend-on-Sea, est un acteur et scénariste britannique.
Il a étudié au Rose Bulford School of Speech and Drama et à l'école Philippe Gaulier. Il a joué dans les séries Gavin & Stacey (Deano), dans Horne & Corden et dans Horrible Histories.

## Filmographie

### Cinéma
- 2023 : Wonka de Paul King
- 2014 : The Falling : M. Hopkins
- 2014 : Bill (2015) (en) : William Bill Shakespeare
- 2011 : Rock'n'Love : Tyko
- 2010 : Tooty's Wedding (en) : Aiden
- 2010 : Au-delà : Réceptionniste du collège
- 2009 : City Rats (en) : Barista
- 2008 : Telstar: The Joe Meek Story : Ritchie Blackmore

### Télévision
-ghosts us version: acteur représentant Pete 
- 2019-2022 : Ghosts (série télévisée, 2019) (en) : Thomas Thorne
- 2018 : La Foire aux vanités : Bute Crawley
- 2017 : Inside No 9 (Saison 3, épisode 5, "Coup de pompe") - Ted
- 2015 : You, Me and the Apocalypse
- 2013 : Yonderland (en)
- 2013 : Mauvaise pioche (The Wrong Mans) - Sam Pinkett
- 2011 : Spy : Chris Pitt-Goddard
- 2010 : The Fleet : Van Salesman
- 2010 : Peep Show : Simon
- 2010 : The King Is Dead (série télévisée) (en)
- 2009 : Brave Young Men
- 2009 : Horrible Histories (en)
- 2009 : New Town : Derrin
- 2009 : Horne & Corden (en)
- 2009 : The Armstrong and Miller Show (en)
- 2009 : Doc Martin (en) : Junior chef
- 2008 : Gavin & Stacey (en)
- 2008 : Ashes to Ashes : Tom Robinson
- 2007 : Roman's Empire (en) - Davvy
- 2007 : Learners (en) - Howard

## Distinctions

### Nominations
- British Academy Television Awards 2014 : meilleure performance masculine dans un rôle comique pour Mauvaise pioche (The Wrong Mans)